# Henry Travers

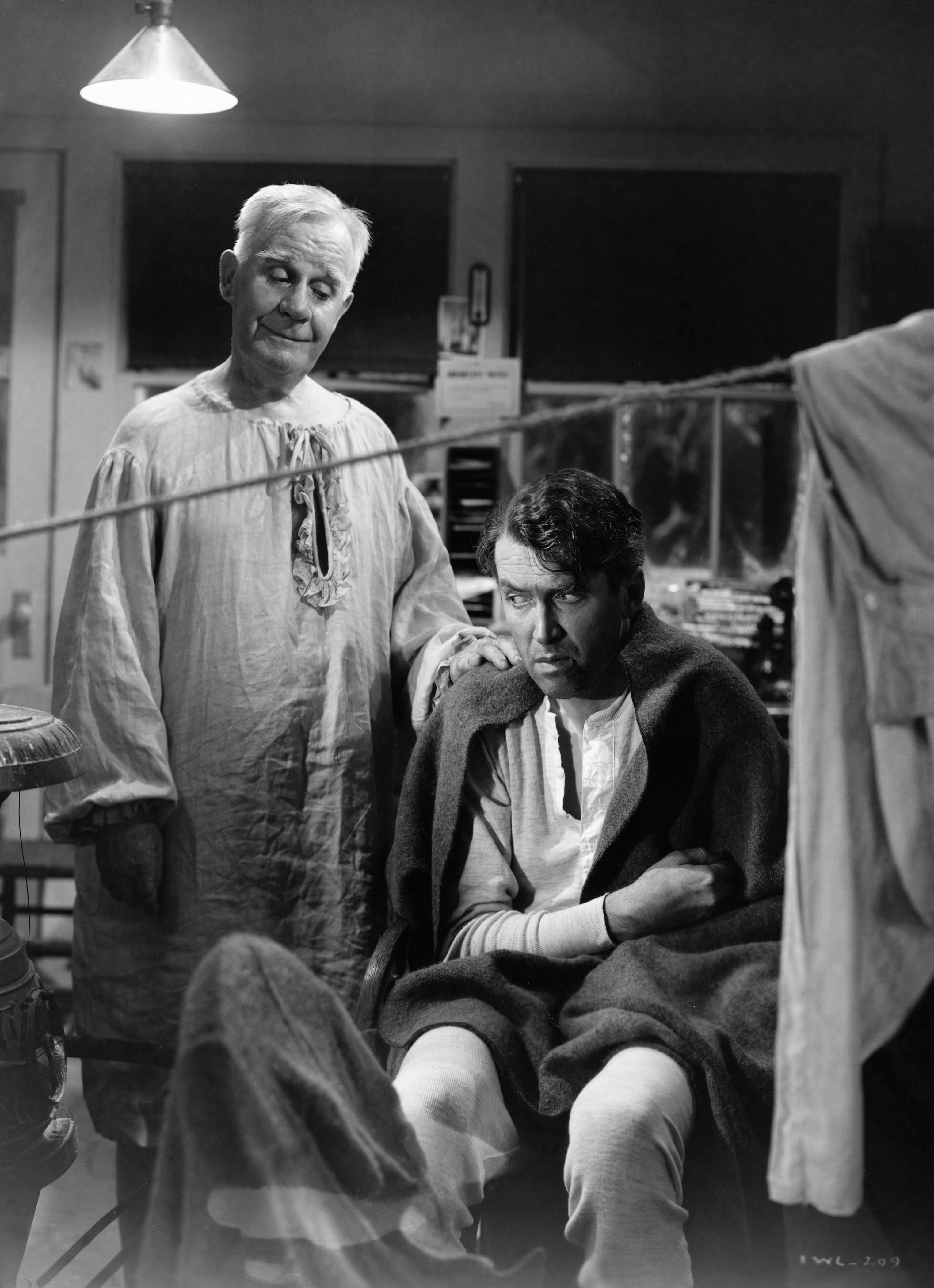
Henry Travers i James Stewart a Que bonic que és viure

Henry Travers (Prudhoe, Northumberland, Anglaterra, 5 de març de 1874 - Hollywood, Califòrnia, Estats Units, 18 d'octubre de 1965) va ser un actor anglès, fill de Daniel Heagerty, doctor. Travers va créixer a Berwick-upon-Tweed, i moltes biografies situen allà el seu naixement.

## Biografia
Travers John Heagerty va néixer a Prudhoe, Northumberland, Anglaterra, fill de Daniel Heagerty, un doctor irlandès de Cork. La família va estar a Prudhoe només dos anys, traslladant-se posteriorment a Woodburn (Corsenside) el 1872 i després a Berwick-upon-Tweed el 1876. Inicialment va estudiar arquitectura a Berwick abans de debutar al teatre amb el nom artístic de Henry Travers.
Després de debutar a Anglaterra, va emigrar als Estats Units, debutant en produccions de Hollywood des de 1933. L'últim film de Travers el va realitzar el 1949. El paper més conegut de Travers seria el de l'àngel Clarence que ve a salvar a James Stewart del suïcidi al film de Frank Capra Que bonic que és viure. També va tenir una nominació a l'Oscar al millor actor secundari per la seva participació en Mrs. Miniver.
El 1965, Travers va morir, sent enterrat al Forest Lawn Memorial Park Cemetery de Glendale (Califòrnia).

## Filmografia
- 1933: Reunion in Vienna: pare Krug
- 1933: Another Language: Pop Hallam
- 1933: My Weakness: Ellery Gregory
- 1933: L'home invisible (The Invisible Man): Dr. Cranley
- 1934: Death Takes a Holiday: Baron Cesarea
- 1934: Born to Be Bad: Fuzzy
- 1934: The Party's Over: Theodore
- 1934: Ready for Love: Judge Pickett
- 1935: Maybe It's Love: Mr. Woodrow Halevy
- 1935: After Office Hours: Cap
- 1935: Captain Hurricane: Capità Ben
- 1935: Four Hours to Kill!: Mac Mason
- 1935: Escapade: Conserge
- 1935: Pursuit, d'Edwin L. Marin: Thomas 'Tom' Reynolds
- 1935: Seven Keys to Baldpate: Adlebert 'Lem' Peters VII
- 1936: Too Many Parents: Wilkins
- 1938: The Sisters: Ned Elliott
- 1939: Dodge City: Dr. Irving
- 1939: Dark Victory: Dr. Parsons
- 1939: You Can't Get Away with Murder: Pop, Sing Sing Librarian
- 1939: On Borrowed Time: Dr. James Evans
- 1939: Stanley and Livingstone: John Kingsley
- 1939: The Rains Came: Reverend Homer Smiley
- 1939: Remember?: Jutge Milliken
- 1940: Camí de roses (Primrose Path): Gramp
- 1940: Edison, the Man: Ben Els
- 1940: Anne of Windy Poplars: Matey
- 1940: Wyoming: Xèrif
- 1941: L'últim refugi (High Sierra): Pa Goodhue
- 1941: A Girl, a Guy, and a Gob: Abel Martin
- 1941: The Bad Man: Mr. Jasper Hardy
- 1941: I'll Wait for You: Mr. Miller
- 1941: Bola de foc (Ball of Fire): Prof. Jerome
- 1942: Mrs. Miniver: Mr. Ballard
- 1942: Pierre of the Plains: Mr. Wellsby
- 1942: Random Harvest: Dr. Sims
- 1943: Shadow of a Doubt: Joseph Newton
- 1943: The Moon Is Down: Mayor Orden
- 1943: Madame Curie: Eugene Curie
- 1944: None Shall Escape: Father Warecki
- 1944: Dragon Seed: Tercer cosí
- 1944: The Very Thought of You: Pop Wheeler
- 1945: Thrill of a Romance: Hobart Glenn
- 1945: The Naughty Nineties, de Jean Yarbrough: Capità Sam Jackson
- 1945: The Bells of St. Mary's: Horace P. Bogardus
- 1946: Gallant Journey: Thomas Logan
- 1946: El despertar (The Yearling): Mr. Boyles
- 1946: Que bonic és viure (It's a Wonderful Life): Clarence
- 1947: The Flame, de John H. Auer: Dr. Mitchell
- 1948: Beyond Glory: Pop Dewing
- 1949: The Accused: Ajudant de Blakely i Romley
- 1949: The Girl from Jones Beach: Jutge Bullfinch

## Premis i nominacions

### Nominacions
- 1941: Oscar al millor actor secundari per Mrs. Miniver